# Bayou Saint-Jean (La Nouvelle-Orléans)
Pour les articles homonymes, voir Bayou Saint-Jean.
Ne doit pas être confondu avec Bayou Saint-Jean (rivière).

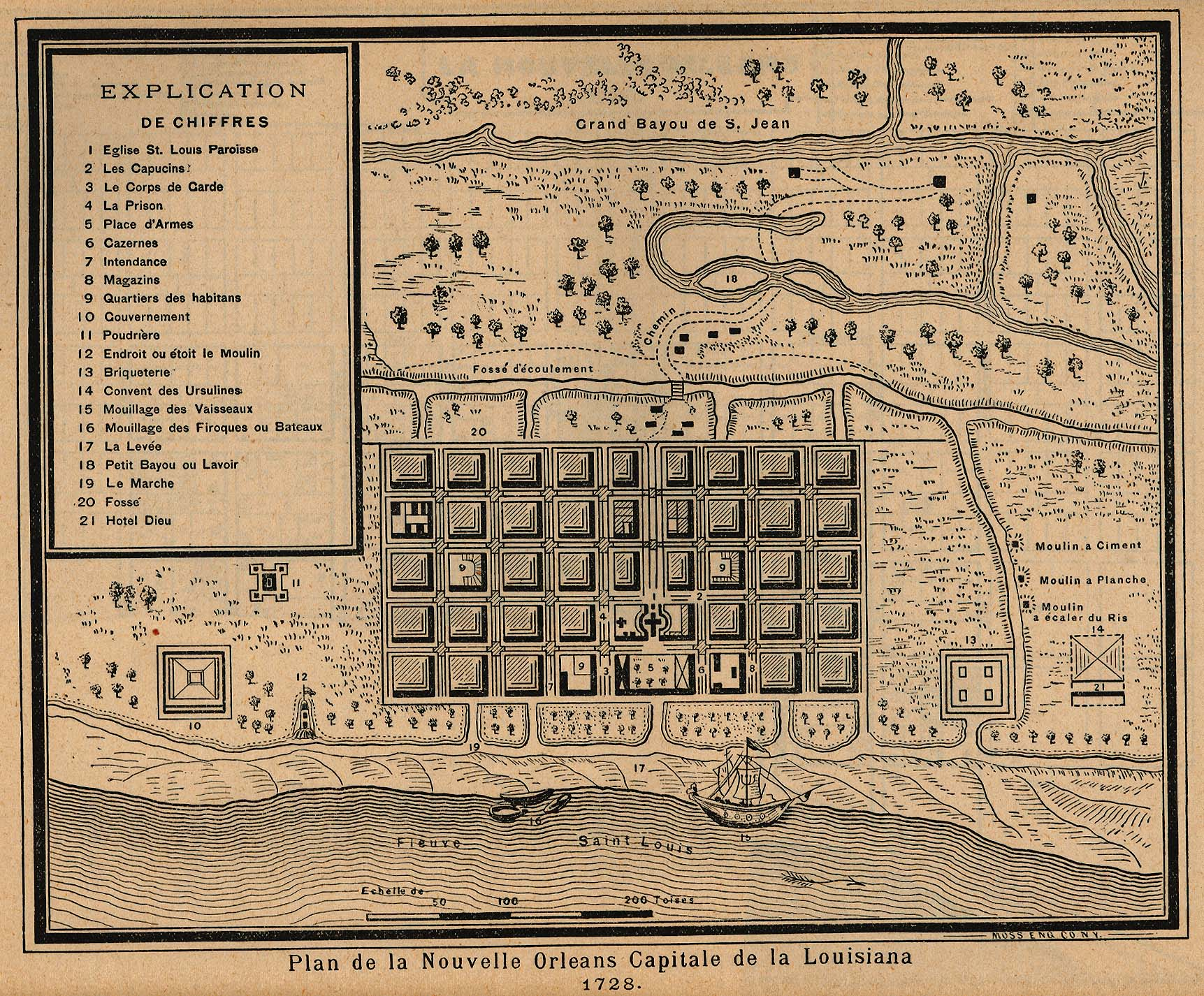
Le grand bayou Saint-Jean en 1728.

Bayou Saint-Jean (en anglais : Bayou St. John) est un faubourg formant un quartier dans la ville de La Nouvelle-Orléans en Louisiane. Son nom vient du bayou qui coule le long de sa rive occidentale, le bayou Saint-Jean.

## Géographie
Le quartier du Bayou Saint-Jean est limité par deux grandes artères, Esplanade Avenue au nord, la rue Saint-Louis Street au sud et le cours d'eau Bayou Saint-Jean à l'ouest. Il se trouve au niveau de la mer. Sa superficie est de 1,1 km2.

## Démographie
Lors du dernier recensement de la population de 2010, le faubourg Bayou Saint-Jean ne comptait plus que 2 027 habitants. Lors du précédent recensement de la population, en 2000, le Bayou Saint-Jean comptait 4 861 personnes. L'ouragan Katrina est en partie responsable de la baisse du nombre d'habitants.

## Histoire
Le bayou Saint-Jean fut un important lieu de transit de marchandises à l'époque de la Nouvelle-France et notamment de la Louisiane française. Dès 1690, les explorateurs, colons français et trappeurs passaient par ce bayou qui donnait accès à la fois à La Nouvelle-Orléans et au lac Pontchartrain. Les français établirent un campement "Port bayou Saint-Jean". Peu après, en 1701, il édifièrent un fort qui fut appelé Fort Saint-Jean.